# Archaeomalthodes
Archaeomalthodes – wymarły rodzaj chrząszczy z rodziny omomiłkowatych. Obejmuje tylko jeden opisany gatunek, Archaeomalthodes rosetta. Żył w kredzie na terenie współczesnej Mjanmy.

## Taksonomia
Rodzaj i gatunek typowy opisane zostały po raz pierwszy w 2017 roku przez Hsiao Yuna, Adama Ślipińskiego, Deng Congshuanga oraz Pang Honga na łamach „Cretaceous Research”. Opisu dokonano na podstawie inkluzji w bursztynie birmańskim, odnalezionej w dolinie Hukawng na terenie birmańskiego stanu Kaczin. Skamieniałość datowana jest na wczesny cenoman. Nazwa rodzajowa to połączenie przedrostka Archaeo-, oznaczającego „pradawny”, z nazwą rodzaju Malthodes, natomiast epitet gatunkowy nawiązuje do kamienia z Rosetty.

## Morfologia
Chrząszcz o ciele długości 2,5 mm i szerokości 0,7 mm, ubarwionym brązowo i zwarcie porośniętym delikatnym, żółtawym owłosieniem. Głowę miał szerszą niż dłuższą, gęsto i grubo punktowaną, o nieco wklęśniętym czole, dużych, kulistawo wyłupiastych oczach, łukowatej przedniej krawędzi nadustka, błoniastej wardze górnej, żuwaczkach z pojedynczym ząbkiem na krawędziach zewnętrznych, symetrycznie wrzecionowatym lub kulistawym i spiczasto zwieńczonym ostatnim członie głaszczków szczękowych oraz siekierowatym ostatnim członie głaszczków wargowych. Nitkowate czułki miały maczugowaty człon nasadowy i sięgały do wierzchołkowej ⅓ pokryw. Prawie tak szerokie jak głowa, poprzeczne, trapezowate z prostymi krawędziami bocznymi i łukowatymi krawędziami przednią i tylną przedplecze było gęsto i grubo punktowane. Tarczka była trójkątna z zaokrąglonym wierzchołkiem. Nieco skrócone, 2,4 raza dłuższe niż szerokie i 1,15 raza szersze od przedplecza pokrywy miały gęsto i grubo punktowane rzędy. Smukłe odnóża miały prawie proste uda, prawie proste golenie z parą ostróg na szczycie oraz pięcioczłonowe stopy zwieńczone niezmodyfikowanymi pazurkami. Odwłok miał wierzchołek nienakryty pokrywami. Na jego spodzie widocznych było osiem sternitów. Genitalia samca cechował edeagus z parą długich i cienkich wyrostków wierzchołkowych.